# Harland & Wolff
Harland & Wolff Heavy Industries ali samo H&W je ladjedelniško in težkoindustrijsko podjetje s sedežem v Belfastu, Severna Irska. Podjetje je znano po izgradnji ladje RMS Titanicin njegovih sestrskih ladij RMS Olympic in HMHS Britannic iz razreda Olympic.
Podjetje H&W je zgradilo tudi veliko vojaških ladij za Kraljevo mornarico. Med drugo svetovno vojno je zgradilo šest letalonosilk.
Danes se podjetje ukvarja z gradnjo specializiranih plovil, morskih (odobalnih) vetrnih turbin in naftno-plinskih ploščadi. 